# Круте (Україна)
Круте́ — село в Україні, у Солонянській селищній громаді Дніпровського району Дніпропетровської області. Населення станом на 2021 рік — 84 мешканці.

## Географія
Село Круте знаходиться між річками Комишувата Сура і Тритузна (2,5 км). На відстані 2 км розташоване село Тритузне і за 3 км — село Безбородькове. По селу протікає висихний струмок з загатою. Поруч проходить автомобільна дорога Т 0420.

## Населення

### Мова
Розподіл населення за рідною мовою за даними перепису 2001 року:
| Мова       | Відсоток |
| ---------- | -------- |
| українська | 96,8 %   |
| російська  | 3,2 %    |

## Інтернет-посилання
- Погода в селі Круте [Архівовано 7 червня 2016 у Wayback Machine.]

1. ↑  Рідні мови в об'єднаних територіальних громадах України — Український центр суспільних даних